# Olympische Sommerspiele 2012/Teilnehmer (Indien)
| Gelbes Symbol für Goldmedaillen mit stilisierten Olympischen Ringen | Graues Symbol für Silbermedaillen mit stilisierten Olympischen Ringen | Braundes Symbol für Bronzemedaillen mit stilisierten Olympischen Ringen |
| ------------------------------------------------------------------- | --------------------------------------------------------------------- | ----------------------------------------------------------------------- |
| —                                                                   | 2                                                                     | 4                                                                       |

Indien nahm an den Olympischen Sommerspielen 2012 in der britischen Hauptstadt London mit 81 von der Indian Olympic Association nominierten Athleten – 23 Frauen und 58 Männern – in 13 Sportarten teil. Seit der erstmaligen Teilnahme im Jahr 1900 war es die 23. Teilnahme eines indischen Teams an Olympischen Sommerspielen.
Fahnenträger bei der Eröffnungsfeier war der Ringer Sushil Kumar. Bei der Schlussfeier wurde die Flagge Indiens von der Boxerin Mary Kom getragen.

## Medaillen
Mit zwei gewonnenen Silber- und vier Bronzemedaillen belegte das indische Team Platz 57 im Medaillenspiegel. Nach der Anzahl der gewonnenen Medaillen waren die Spiele von London 2012 die mit Abstand erfolgreichsten für die indischen Olympioniken.

### Medaillenspiegel
| Medaillenspiegel Indien |           |                              |                           |                           |        |
| Platz                   | Sportart  | Goldmedaille – Olympiasieger | Silbermedaille – 2. Platz | Bronzemedaille – 3. Platz | Gesamt |
| 1                       | Ringen    | —                            | 1                         | 1                         | 2      |
|                         | Schießen  | —                            | 1                         | 1                         | 2      |
| 3                       | Badminton | —                            | —                         | 1                         | 1      |
|                         | Boxen     | —                            | —                         | 1                         | 1      |
| Total                   | Total     | —                            | 2                         | 4                         | 6      |

### Medaillengewinner

#### Silber
| Name         | Sportart      | Wettkampf                         |
| ------------ | ------------- | --------------------------------- |
| Sushil Kumar | Ringen        | Freistil Männer, Klasse bis 66 kg |
| Vijay Kumar  | Sportschießen | Schnellfeuerpistole 25 m Männer   |

#### Bronze
| Name           | Sportart      | Wettkampf                            |
| -------------- | ------------- | ------------------------------------ |
| Saina Nehwal   | Badminton     | Einzel Frauen                        |
| Mary Kom       | Boxen         | Fliegengewicht (48 bis 51 kg) Frauen |
| Yogeshwar Dutt | Ringen        | Freistil Männer, Klasse bis 60 kg    |
| Gagan Narang   | Sportschießen | Luftgewehr 10 m Männer               |

## Teilnehmer nach Sportarten

### Badminton
| Athleten                      | Wettbewerb | Gruppenphase                                                                | Gruppenphase                                                    | Gruppenphase  | Gruppenphase | Achtelfinale       | Achtelfinale             | Viertelfinale | Viertelfinale      | Halbfinale    | Halbfinale         | Finale                     | Finale           | Rang   |
| Athleten                      | Wettbewerb | Gegner                                                                      | Ergebnis                                                        | Punkte        | Rang         | Gegner             | Ergebnis                 | Gegner        | Ergebnis           | Gegner        | Ergebnis           | Gegner                     | Ergebnis         | Rang   |
| ----------------------------- | ---------- | --------------------------------------------------------------------------- | --------------------------------------------------------------- | ------------- | ------------ | ------------------ | ------------------------ | ------------- | ------------------ | ------------- | ------------------ | -------------------------- | ---------------- | ------ |
| Frauen                        |            |                                                                             |                                                                 |               |              |                    |                          |               |                    |               |                    |                            |                  |        |
| Saina Nehwal                  | Einzel     | S. Jaquet L. Tan                                                            | 2:0 (21:9, 21:4) 2:0 (21:4, 21:14)                              | 4:0 (84:31)   | 1            | Yao Jie            | 2:0 (21:14, 21:16)       | T. Baun       | 2:0 (21:15, 22:20) | Wang Yihan    | 0:2 (13:21, 13:21) | Spiel um Platz 3: Wang Xin | 2:0 (18:21, 0:1) | Bronze |
| Jwala Gutta Ashwini Ponnappa  | Doppel     | M. Fujii R. Kakiiwa Chien Yu-chin Cheng Wen-hsing Shinta Mulia Sari Yao Lei | 0:2 (16:21, 18:21) 2:1 (25:23, 16:21, 21:18) 2:0 (21:16, 21:15) | 4:3 (140:135) | 3            | –                  | –                        | ausgeschieden | ausgeschieden      | ausgeschieden | ausgeschieden      | ausgeschieden              | ausgeschieden    | 9      |
| Männer                        |            |                                                                             |                                                                 |               |              |                    |                          |               |                    |               |                    |                            |                  |        |
| Kashyap Parupalli             | Einzel     | Y. Tan Nguyễn Tiến Minh                                                     | 2:0 (21:14, 21:12) 2:0 (21:9, 21:14)                            | 4:0 (84:49)   | 1            | Niluka Karunaratne | 2:1 (21:14, 15:21, 21:9) | Lee Chong Wei | 0:2 (19:21, 11:21) | ausgeschieden | ausgeschieden      | ausgeschieden              | ausgeschieden    | 5      |
| Mixed                         |            |                                                                             |                                                                 |               |              |                    |                          |               |                    |               |                    |                            |                  |        |
| Jwala Gutta Valiyaveetil Diju | Doppel     | T. Ahmad L. Natsir T. Laybourn K. Rytter Juhl Lee Yong-dae Ha Jung-eun      | 0:2 (16:21, 12:21) 0:2 (12:21, 16:21) 0:2 (15:21, 15:21)        | 0:6 (86:126)  | 4            | –                  | –                        | ausgeschieden | ausgeschieden      | ausgeschieden | ausgeschieden      | ausgeschieden              | ausgeschieden    | 13     |

### Bogenschießen
| Athleten                                               | Wettbewerb | Qualifikation | Qualifikation | 1. Runde               | 1. Runde | 2. Runde       | 2. Runde      | Achtelfinale  | Achtelfinale  | Viertelfinale | Viertelfinale | Halbfinale    | Halbfinale    | Finale        | Finale        | Rang |
| Athleten                                               | Wettbewerb | Ringe         | Rang          | Gegner                 | Ergebnis | Gegner         | Ergebnis      | Gegner        | Ergebnis      | Gegner        | Ergebnis      | Gegner        | Ergebnis      | Gegner        | Ergebnis      | Rang |
| ------------------------------------------------------ | ---------- | ------------- | ------------- | ---------------------- | -------- | -------------- | ------------- | ------------- | ------------- | ------------- | ------------- | ------------- | ------------- | ------------- | ------------- | ---- |
| Frauen                                                 |            |               |               |                        |          |                |               |               |               |               |               |               |               |               |               |      |
| Deepika Kumari                                         | Einzel     | 662           | 8             | A. Oliver              | 2-6      | ausgeschieden  | ausgeschieden | ausgeschieden | ausgeschieden | ausgeschieden | ausgeschieden | ausgeschieden | ausgeschieden | ausgeschieden | ausgeschieden | 33   |
| Bombayla Devi                                          | Einzel     | 651           | 22            | E. Psarra              | 6-4      | A. Román       | 2-6           | ausgeschieden | ausgeschieden | ausgeschieden | ausgeschieden | ausgeschieden | ausgeschieden | ausgeschieden | ausgeschieden | 17   |
| Chekrovolu Swuro                                       | Einzel     | 625           | 50            | J. Nichols             | 6-5      | ausgeschieden  | ausgeschieden | ausgeschieden | ausgeschieden | ausgeschieden | ausgeschieden | ausgeschieden | ausgeschieden | ausgeschieden | ausgeschieden | 33   |
| Deepika Kumari Laishram Bombayla Devi Chekrovolu Swuro | Mannschaft | 1938          | 9             | –                      | –        | –              | –             | Dänemark      | 210-211       | ausgeschieden | ausgeschieden | ausgeschieden | ausgeschieden | ausgeschieden | ausgeschieden | 9    |
| Männer                                                 |            |               |               |                        |          |                |               |               |               |               |               |               |               |               |               |      |
| Jayanta Talukdar                                       | Einzel     | 650           | 53            | J. Wukie               | 0-6      | ausgeschieden  | ausgeschieden | ausgeschieden | ausgeschieden | ausgeschieden | ausgeschieden | ausgeschieden | ausgeschieden | ausgeschieden | ausgeschieden | 33   |
| Tarundeep Rai                                          | Einzel     | 664           | 31            | J. Stevens             | 6-5      | Kim B.-m.      | 2-6           | ausgeschieden | ausgeschieden | ausgeschieden | ausgeschieden | ausgeschieden | ausgeschieden | ausgeschieden | ausgeschieden | 17   |
| Rahul Banerjee                                         | Einzel     | 655           | 46            | Dschantsangiin Gantögs | 6-0      | R. Dobrowolski | 3-7           | ausgeschieden | ausgeschieden | ausgeschieden | ausgeschieden | ausgeschieden | ausgeschieden | ausgeschieden | ausgeschieden | 17   |
| Jayant Talukdar Tarundeep Rai Rahul Banerjee           | Mannschaft | 1969          | 12            | –                      | –        | –              | –             | Japan         | 214-214       | ausgeschieden | ausgeschieden | ausgeschieden | ausgeschieden | ausgeschieden | ausgeschieden | 9    |

### Boxen
| Athleten                | Wettbewerb                   | 1. Runde           | 1. Runde | Achtelfinale             | Achtelfinale  | Viertelfinale | Viertelfinale | Halbfinale    | Halbfinale    | Finale        | Finale        | Rang   |
| Athleten                | Wettbewerb                   | Gegner             | Ergebnis | Gegner                   | Ergebnis      | Gegner        | Ergebnis      | Gegner        | Ergebnis      | Gegner        | Ergebnis      | Rang   |
| ----------------------- | ---------------------------- | ------------------ | -------- | ------------------------ | ------------- | ------------- | ------------- | ------------- | ------------- | ------------- | ------------- | ------ |
| Frauen                  |                              |                    |          |                          |               |               |               |               |               |               |               |        |
| Mary Kom                | Fliegengewicht 48–51 kg      | –                  | –        | K. Michalczuk            | 19:14         | Maroua Rahali | 15:6          | Nicola Adams  | 6:11          | ausgeschieden | ausgeschieden | Bronze |
| Männer                  |                              |                    |          |                          |               |               |               |               |               |               |               |        |
| Devendro Singh Laishram | Halbfliegengewicht bis 49 kg | B. Molina Figueroa | RSC      | Pürewdordschiin Serdamba | 16:11         | Paddy Barnes  | 18:23         | ausgeschieden | ausgeschieden | ausgeschieden | ausgeschieden | 5      |
| Shiva Thapa             | Bantamgewicht bis 56 kg      | Óscar Valdez       | 9:14     | ausgeschieden            | ausgeschieden | ausgeschieden | ausgeschieden | ausgeschieden | ausgeschieden | ausgeschieden | ausgeschieden | –      |
| Jai Bhagwan             | Leichtgewicht bis 60 kg      | Andrique Allisop   | 18:8     | G. Schajlauow            | 8:16          | ausgeschieden | ausgeschieden | ausgeschieden | ausgeschieden | ausgeschieden | ausgeschieden | 9      |
| Manoj Kumar             | Halbweltergewicht bis 64 kg  | S. Hudaýberdiýew   | 13:7     | T. Stalker               | 16:20         | ausgeschieden | ausgeschieden | ausgeschieden | ausgeschieden | ausgeschieden | ausgeschieden | 9      |
| Vikas Krishan           | Weltergewicht bis 69 kg      | -                  | -        | Errol Spence             | 13:15         | ausgeschieden | ausgeschieden | ausgeschieden | ausgeschieden | ausgeschieden | ausgeschieden | 9      |
| Vijender Kumar          | Mittelgewicht bis 75 kg      | D. Suschanow       | 14:10    | Terrell Gausha           | 16:15         | A. Atoyev     | 13:17         | ausgeschieden | ausgeschieden | ausgeschieden | ausgeschieden | 5      |
| Sumit Sangwan           | Halbschwergewicht bis 81 kg  | Yamaguchi Falcão   | 14:15    | ausgeschieden            | ausgeschieden | ausgeschieden | ausgeschieden | ausgeschieden | ausgeschieden | ausgeschieden | ausgeschieden | –      |

### Gewichtheben
| Athleten              | Wettbewerb       | Reißen  | Reißen | Stoßen  | Stoßen | Zweikampf | Zweikampf | Rang |
| Athleten              | Wettbewerb       | Gewicht | Rang   | Gewicht | Rang   | Gewicht   | Rang      | Rang |
| --------------------- | ---------------- | ------- | ------ | ------- | ------ | --------- | --------- | ---- |
| Frauen                |                  |         |        |         |        |           |           |      |
| Soniya Chanu Ngangbam | Klasse bis 48 kg | 74 kg   | 8      | 97 kg   | 7      | 171 kg    | 7         | 7    |
| Männer                |                  |         |        |         |        |           |           |      |
| Ravi Kumar Katulu     | Klasse bis 69 kg | 136 kg  | 16     | 167 kg  | 15     | 303 kg    | 15        | 15   |

### Hockey
| Wettbewerb        | Männer |
| ----------------- | --- |
| Athleten          | Shivendra Singh Gurbaj Singh S. V. Sunil Ignace Tirkey Birendra Lakra Tushar Khandker Danish Mujtaba Manpreet Singh P. R. Sreejesh V. R. Raghunath S. K. Uthappa Bharat Chhetri Gurwinder Singh Chandi Sardar Singh Sandeep Singh Dharamvir Singh |
| Trainer           | Michael Nobbs |
| Gruppenphase      | Niederlande 2:3 (0:2) Neuseeland 1:3 (1:3) Deutschland 2:5 (1:4) Südkorea 1:4 (1:1) Belgien 0:3 (0:1) |
| Platzierungsspiel | Spiel um Platz 11: Südafrika 2:3 (1:2) |
| Halbfinale        | ausgeschieden |
| Finale            | ausgeschieden |
| Platzierung       | 12 |

### Judo
| Athleten         | Wettbewerb       | 1. Runde    | 1. Runde | Achtelfinale  | Achtelfinale  | Viertelfinale | Viertelfinale | Hoffnungsrunde Halbfinale | Hoffnungsrunde Halbfinale | Halbfinale    | Halbfinale    | Hoffnungsrunde Finale | Hoffnungsrunde Finale | Finale        | Finale        | Rang |
| Athleten         | Wettbewerb       | Gegner      | Ergebnis | Gegner        | Ergebnis      | Gegner        | Ergebnis      | Gegner                    | Ergebnis                  | Gegner        | Ergebnis      | Gegner                | Ergebnis              | Gegner        | Ergebnis      | Rang |
| ---------------- | ---------------- | ----------- | -------- | ------------- | ------------- | ------------- | ------------- | ------------------------- | ------------------------- | ------------- | ------------- | --------------------- | --------------------- | ------------- | ------------- | ---- |
| Frauen           |                  |             |          |               |               |               |               |                           |                           |               |               |                       |                       |               |               |      |
| Garima Chaudhary | Klasse bis 63 kg | Yoshie Ueno | 000-100  | ausgeschieden | ausgeschieden | ausgeschieden | ausgeschieden | ausgeschieden             | ausgeschieden             | ausgeschieden | ausgeschieden | ausgeschieden         | ausgeschieden         | ausgeschieden | ausgeschieden | 17   |

### Leichtathletik
Laufen und Gehen
| Athleten             | Wettbewerb       | Vorlauf     | Vorlauf | Halbfinale  | Halbfinale | Finale        | Finale        | Rang |
| Athleten             | Wettbewerb       | Zeit        | Rang    | Zeit        | Rang       | Zeit          | Rang          | Rang |
| -------------------- | ---------------- | ----------- | ------- | ----------- | ---------- | ------------- | ------------- | ---- |
| Frauen               |                  |             |         |             |            |               |               |      |
| Tintu Lukka          | 800 m            | 2:01,75 min | 3       | 1:59,69 min | 6          | ausgeschieden | ausgeschieden | 11   |
| Sudha Singh          | 3000 m Hindernis | 9:48,86 min | 13      | –           | –          | ausgeschieden | ausgeschieden | 31   |
| Männer               |                  |             |         |             |            |               |               |      |
| Ram Singh Yadav      | Marathon         | –           | –       | –           | –          | 2:30:06 h     | 78            | 78   |
| Gurmeet Singh        | 20 km Gehen      | –           | –       | –           | –          | 1:23:34 h     | 33            | 33   |
| Baljinder Singh      | 20 km Gehen      | –           | –       | –           | –          | 1:25:39 h     | 43            | 43   |
| Irfan Kolothum Thodi | 20 km Gehen      | –           | –       | –           | –          | 1:20:21 h     | 10            | 10   |
| Basanta Bahadur Rana | 50 km Gehen      | –           | –       | –           | –          | 3:56:48 h     | 36            | 36   |

Springen und Werfen
| Athleten           | Wettbewerb   | Qualifikation         | Qualifikation | Finale        | Finale        | Rang |
| Athleten           | Wettbewerb   | Weite/Höhe            | Rang          | Weite/Höhe    | Rang          | Rang |
| ------------------ | ------------ | --------------------- | ------------- | ------------- | ------------- | ---- |
| Frauen             |              |                       |               |               |               |      |
| Mayookha Johny     | Dreisprung   | 13,77 m               | 22            | ausgeschieden | ausgeschieden | 22   |
| Sahana Kumari      | Hochsprung   | 1,80 m                | 29            | ausgeschieden | ausgeschieden | 29   |
| Krishna Poonia     | Diskuswerfen | 63,54 m               | 8             | 63,62 m       | 7             | 7    |
| Seema Antil        | Diskuswerfen | 61,91 m               | 13            | ausgeschieden | ausgeschieden | 13   |
| Männer             |              |                       |               |               |               |      |
| Renjith Maheswary  | Dreisprung   | kein gültiger Versuch | –             | ausgeschieden | ausgeschieden | –    |
| Vikas Gowda        | Diskuswerfen | 65,20 m               | 5             | 64,79 m       | 8             | 8    |
| Om Prakash Karhana | Kugelstoßen  | 19,86 m               | 19            | ausgeschieden | ausgeschieden | 19   |

### Ringen
| Athleten        | Wettbewerb       | 1. Runde       | 1. Runde | Achtelfinale    | Achtelfinale | Viertelfinale               | Viertelfinale | Halbfinale          | Halbfinale    | Hoffnungsrunde Viertelfinale | Hoffnungsrunde Viertelfinale | Hoffnungsrunde Halbfinale | Hoffnungsrunde Halbfinale | Hoffnungsrunde Finale | Hoffnungsrunde Finale | Finale              | Finale        | Rang   |
| Athleten        | Wettbewerb       | Gegner         | Ergebnis | Gegner          | Ergebnis     | Gegner                      | Ergebnis      | Gegner              | Ergebnis      | Gegner                       | Ergebnis                     | Gegner                    | Ergebnis                  | Gegner                | Ergebnis              | Gegner              | Ergebnis      | Rang   |
| --------------- | ---------------- | -------------- | -------- | --------------- | ------------ | --------------------------- | ------------- | ------------------- | ------------- | ---------------------------- | ---------------------------- | ------------------------- | ------------------------- | --------------------- | --------------------- | ------------------- | ------------- | ------ |
| Freistil Frauen |                  |                |          |                 |              |                             |               |                     |               |                              |                              |                           |                           |                       |                       |                     |               |        |
| Geeta Kumari    | Klasse bis 55 kg | Freilos        | Freilos  | Tonya Verbeek   | 1:3          | ausgeschieden               | ausgeschieden | ausgeschieden       | ausgeschieden | –                            | –                            | Tetjana Lasarewa          | 0:3                       | ausgeschieden         | ausgeschieden         | ausgeschieden       | ausgeschieden | 13     |
| Freistil Männer |                  |                |          |                 |              |                             |               |                     |               |                              |                              |                           |                           |                       |                       |                     |               |        |
| Amit Kumar      | Klasse bis 55 kg | Freilos        | Freilos  | Hassan Rahimi   | 3:1          | Wladimer Chintschegaschwili | 1:3           | ausgeschieden       | ausgeschieden | –                            | –                            | Radoslaw Welikow          | 0:3                       | ausgeschieden         | ausgeschieden         | ausgeschieden       | ausgeschieden | 10     |
| Yogeshwar Dutt  | Klasse bis 60 kg | Anatoli Guidea | 3:1      | Bessik Kuduchow | 0:3          | ausgeschieden               | ausgeschieden | ausgeschieden       | ausgeschieden | Franklin Gómez               | 3:0                          | Masoud Esmaeilpour        | 3:1                       | Ri Jong-myong         | 3:1                   | ausgeschieden       | ausgeschieden | Bronze |
| Sushil Kumar    | Klasse bis 66 kg | Freilos        | Freilos  | Ramazan Şahin   | 3:1          | Ixtiyor Navroʻzov           | 3:1           | Aqschürek Tanatarow | 3:1           | –                            | –                            | –                         | –                         | –                     | –                     | Tatsuhiro Yonemitsu | 1:3           | Silber |
| Narsingh Yadav  | Klasse bis 74 kg | Freilos        | Freilos  | Matt Gentry     | 1:3          | ausgeschieden               | ausgeschieden | ausgeschieden       | ausgeschieden | ausgeschieden                | ausgeschieden                | ausgeschieden             | ausgeschieden             | ausgeschieden         | ausgeschieden         | ausgeschieden       | ausgeschieden | 14     |

### Rudern
| Athleten                    | Wettbewerb                  | Vorlauf     | Vorlauf | Vorlauf       | Hoffnungslauf | Hoffnungslauf | Hoffnungslauf  | Viertelfinale | Viertelfinale | Viertelfinale  | Halbfinale  | Halbfinale | Halbfinale    | Finale      | Finale | Rang |
| Athleten                    | Wettbewerb                  | Zeit        | Rang    | Qualifikation | Zeit          | Rang          | Qualifikation  | Zeit          | Rang          | Qualifikation  | Zeit        | Rang       | Qualifikation | Zeit        | Rang   | Rang |
| --------------------------- | --------------------------- | ----------- | ------- | ------------- | ------------- | ------------- | -------------- | ------------- | ------------- | -------------- | ----------- | ---------- | ------------- | ----------- | ------ | ---- |
| Männer                      |                             |             |         |               |               |               |                |               |               |                |             |            |               |             |        |      |
| Sawarn Singh                | Einer                       | 6:54,04 min | 4       | Hoffnungslauf | 7:00,49 min   | 1             | Viertelfinale  | 7:11,59 min   | 4             | Halbfinale C/D | 7:36,25 min | 2          | Finale C      | 7:29,66 min | 4      | 16   |
| Manjeet Singh Sandeep Kumar | Leichtgewichts-Doppelzweier | 6:56,60 min | 4       | Hoffnungslauf | 6:54,20 min   | 6             | Halbfinale C/D | –             | –             | –              | 7:19,31 min | 4          | Finale D      | 7:08,39 min | 1      | 19   |

### Schießen
| Athleten              | Wettbewerb                           | Qualifikation | Qualifikation | Finale        | Finale        | Ringe | Rang   |
| Athleten              | Wettbewerb                           | Ringe         | Rang          | Ringe         | Rang          | Ringe | Rang   |
| --------------------- | ------------------------------------ | ------------- | ------------- | ------------- | ------------- | ----- | ------ |
| Frauen                |                                      |               |               |               |               |       |        |
| Annu Raj Singh        | Luftpistole 10 m                     | 378           | 23            | ausgeschieden | ausgeschieden | 378   | 23     |
| Heena Sidhu           | Luftpistole 10 m                     | 382           | 12            | ausgeschieden | ausgeschieden | 382   | 12     |
| Annu Raj Singh        | Sportpistole 25 m                    | 575           | 30            | ausgeschieden | ausgeschieden | 575   | 30     |
| Rahi Jeevan Sarnobat  | Sportpistole 25 m                    | 579           | 19            | ausgeschieden | ausgeschieden | 579   | 19     |
| Shagun Chowdhary      | Trap                                 | 61            | 20            | ausgeschieden | ausgeschieden | 61    | 20     |
| Männer                |                                      |               |               |               |               |       |        |
| Vijay Kumar           | Luftpistole 10 m                     | 570           | 31            | ausgeschieden | ausgeschieden | 570   | 31     |
| Vijay Kumar           | Schnellfeuerpistole 25 m             | 585           | 4             | 30            | 2             | 30    | Silber |
| Abhinav Bindra        | Luftgewehr 10 m                      | 594           | 16            | ausgeschieden | ausgeschieden | 594   | 16     |
| Gagan Narang          | Luftgewehr 10 m                      | 598           | 3             | 103,1         | 2             | 701,1 | Bronze |
| Sanjeev Rajput        | Kleinkaliber Dreistellungskampf 50 m | 1161          | 26            | ausgeschieden | ausgeschieden | 1161  | 26     |
| Gagan Narang          | Kleinkaliber Dreistellungskampf 50 m | 1164          | 20            | ausgeschieden | ausgeschieden | 1164  | 20     |
| Joydeep Karmakar      | Kleinkaliber liegend 50 m            | 595           | 7             | 104,1         | 3             | 699,1 | 4      |
| Gagan Narang          | Kleinkaliber liegend 50 m            | 583           | 18            | ausgeschieden | ausgeschieden | 583   | 18     |
| Manavjit Singh Sandhu | Trap                                 | 119           | 16            | ausgeschieden | ausgeschieden | 119   | 16     |
| Ronjan Sodhi          | Doppeltrap                           | 134           | 11            | ausgeschieden | ausgeschieden | 134   | 11     |

### Schwimmen
| Athleten        | Wettbewerb      | Vorlauf      | Vorlauf | Halbfinale | Halbfinale | Finale        | Finale        | Rang |
| Athleten        | Wettbewerb      | Zeit         | Rang    | Zeit       | Rang       | Zeit          | Rang          | Rang |
| --------------- | --------------- | ------------ | ------- | ---------- | ---------- | ------------- | ------------- | ---- |
| Männer          |                 |              |         |            |            |               |               |      |
| Gagan Ullalmath | 1500 m Freistil | 16:31,14 min | 7       | –          | –          | ausgeschieden | ausgeschieden | 31   |

### Tennis
| Athleten                        | Wettbewerb | 1. Runde                      | 1. Runde        | 2. Runde      | 2. Runde      | Achtelfinale                      | Achtelfinale   | Viertelfinale                 | Viertelfinale | Halbfinale    | Halbfinale    | Finale        | Finale        |
| Athleten                        | Wettbewerb | Gegner                        | Ergebnis        | Gegner        | Ergebnis      | Gegner                            | Ergebnis       | Gegner                        | Ergebnis      | Gegner        | Ergebnis      | Gegner        | Ergebnis      |
| ------------------------------- | ---------- | ----------------------------- | --------------- | ------------- | ------------- | --------------------------------- | -------------- | ----------------------------- | ------------- | ------------- | ------------- | ------------- | ------------- |
| Frauen                          |            |                               |                 |               |               |                                   |                |                               |               |               |               |               |               |
| Sania Mirza Rushmi Chakravarthi | Doppel     | Chuang Chia-jung Hsieh Su-wei | 1:6, 6:3, 1:6   | –             | –             | ausgeschieden                     | ausgeschieden  | ausgeschieden                 | ausgeschieden | ausgeschieden | ausgeschieden | ausgeschieden | ausgeschieden |
| Männer                          |            |                               |                 |               |               |                                   |                |                               |               |               |               |               |               |
| Somdev Devvarman                | Einzel     | Jarkko Nieminen               | 3:6, 1:6        | ausgeschieden | ausgeschieden | ausgeschieden                     | ausgeschieden  | ausgeschieden                 | ausgeschieden | ausgeschieden | ausgeschieden | ausgeschieden | ausgeschieden |
| Vishnu Vardhan                  | Einzel     | Blaž Kavčič                   | 3:6, 2:6        | ausgeschieden | ausgeschieden | ausgeschieden                     | ausgeschieden  | ausgeschieden                 | ausgeschieden | ausgeschieden | ausgeschieden | ausgeschieden | ausgeschieden |
| Mahesh Bhupathi Rohan Bopanna   | Doppel     | Aljaksandr Bury Maks Mirny    | 7:64, 6:74, 8:6 | –             | –             | Julien Benneteau Richard Gasquet  | 3:6, 4:6       | ausgeschieden                 | ausgeschieden | ausgeschieden | ausgeschieden | ausgeschieden | ausgeschieden |
| Leander Paes Vishnu Vardhan     | Doppel     | Robin Haase Jean-Julien Rojer | 7:61, 4:6, 6:2  | –             | –             | Michaël Llodra Jo-Wilfried Tsonga | 6:73, 6:4, 3:6 | ausgeschieden                 | ausgeschieden | ausgeschieden | ausgeschieden | ausgeschieden | ausgeschieden |
| Mixed                           |            |                               |                 |               |               |                                   |                |                               |               |               |               |               |               |
| Sania Mirza Leander Paes        | Doppel     | –                             | –               | –             | –             | Ana Ivanović Nenad Zimonjić       | 6:2, 6:4       | Wiktoryja Asaranka Maks Mirny | 5:7, 6:75     | ausgeschieden | ausgeschieden | ausgeschieden | ausgeschieden |

### Tischtennis
| Athleten        | Wettbewerb | 1. Runde   | 1. Runde | 2. Runde      | 2. Runde      | 3. Runde      | 3. Runde      | 4. Runde      | 4. Runde      | Viertelfinale | Viertelfinale | Halbfinale    | Halbfinale    | Finale        | Finale        | Rang |
| Athleten        | Wettbewerb | Gegner     | Ergebnis | Gegner        | Ergebnis      | Gegner        | Ergebnis      | Gegner        | Ergebnis      | Gegner        | Ergebnis      | Gegner        | Ergebnis      | Gegner        | Ergebnis      | Rang |
| --------------- | ---------- | ---------- | -------- | ------------- | ------------- | ------------- | ------------- | ------------- | ------------- | ------------- | ------------- | ------------- | ------------- | ------------- | ------------- | ---- |
| Frauen          |            |            |          |               |               |               |               |               |               |               |               |               |               |               |               |      |
| Ankita Das      | Einzel     | S. Ramirez | 1:4      | ausgeschieden | ausgeschieden | ausgeschieden | ausgeschieden | ausgeschieden | ausgeschieden | ausgeschieden | ausgeschieden | ausgeschieden | ausgeschieden | ausgeschieden | ausgeschieden | 49   |
| Männer          |            |            |          |               |               |               |               |               |               |               |               |               |               |               |               |      |
| Soumyajit Ghosh | Einzel     | G. Tsuboi  | 4:2      | Kim Hyok-bong | 1:4           | ausgeschieden | ausgeschieden | ausgeschieden | ausgeschieden | ausgeschieden | ausgeschieden | ausgeschieden | ausgeschieden | ausgeschieden | ausgeschieden | 33   |